# Риђани (племе)
Риђани су старо српско племе које се одржало до XVIII века, а последњи пут се помињу 1748. године, када су тражили сједињење са Црном Гором („да су збор черногорски“). Захватало је данашње подручје Грахова, Кривошија и источне пределе до реке Зете у Никшићком пољу. По територији коју је захватало и броју становника спадало је у веће племе. У которским, дубровачким и цетињским изворима помињу се од почетка 15. века.
Крајем XVI века склопили су савез са племеном Никшића (у околини Оногошта) и њихов је заједнички вођа био војвода Грдан, из племена Никшићи.
Под притиском Османлија, приморавани су на стално исељавање, што ће изазвати распад племена и припајање другим племенима (нарочито у 17. веку, у доба Морејског рата, за време великих покрета и борби са Турцима).
На њиховој територији су се касније формирала нова племена: Кривошије, Грахово и Никшићке Рудине, а један део њиховог земљишта су присвојила племена Чевљани и Цуце. На њих су очуване успомене у разним топонимима (село Риђани у западном делу Никшићког поља; име кршевите заравни, Риђанске рупе, у истом пољу) и народњом предању.
Припадник племена, рођен 1690. године под непознатим именом, отишао је у Истанбул где се школовао, примио ислам и променио име у Смаил, вративши се као спахија, добио је земљу у околини Бијелог Поља. Од њега је настало племе Зороњића, са варијацијама презимена Зоранић, Зорањић и Зоронић. 